# Boels Dolmans Cyclingteam/Saisons 2016–2018
Dieser Artikel listet die Erfolge des Boels Dolmans Cyclingteam in den Straßenradsport Saisons 2016–2018 auf.

## 2016
- 2. Etappe Ladies Tour of Qatar: Ellen van Dijk
- Omloop Het Nieuwsblad: Lizzie Armitstead
- Strade Bianche: Lizzie Armitstead
- Le Samyn des Dames: Chantal Blaak
- Ronde van Drenthe: Chantal Blaak
- Trofeo Alfredo Binda-Comune di Cittiglio: Lizzie Armitstead
- Flandern-Rundfahrt Frauen: Lizzie Armitstead
- Gent–Wevelgem, Chantal Blaak
- Energiewacht Tour
  - Gesamtwertung und 4b. Etappe: Ellen van Dijk
  - Teamwertung
  - 1. Etappe (Teamzeitfahren)
  - 2. Etappe: Chantal Blaak
- Gesamtwertung, 1. Etappe und Punktewertung Kalifornien-Rundfahrt: Megan Guarnier
- Boels Rental Hills Classic: Lizzie Armitstead
- Philadelphia International Cycling Classic: Megan Guarnier
- The Women’s Tour
  - Gesamtwertung und 3. Etappe: Lizzie Armitstead
  - 1. Etappe: Christine Majerus
  - 3. Etappe: Lizzie Armitstead
- Giro d’Italia Femminile
  - Gesamtwertung: Megan Guarnier: 2, 6 & 7 (ITT), Evelyn Stevens
- 4. Etappe Thüringen-Rundfahrt: Ellen van Dijk
- Open de Suède Vårgårda (Teamzeitfahren)
- Boels Rental Ladies Tour
- 1. Etappe: Amalie Dideriksen
- 2. Etappe (Teamzeitfahren) Boels Rental Ladies Tour
- 1. und 2. Etappe Tour Cycliste Féminin International de l’Ardèche: Katarzyna Pawłowska
- Gesamtwertung UCI Women’s WorldTour: Megan Guarnier

## 2017
| Siege    | Siege                                                                  | Siege                  | Siege  | Siege                | Siege |
| Datum    | Rennen                                                                 | Staat                  | Klasse | Siegerin             |       |
| -------- | ---------------------------------------------------------------------- | ---------------------- | ------ | -------------------- | ----- |
| 11. Mär. | Ronde van Drenthe                                                      | Niederlande            | 1.WWT  | Amalie Dideriksen    |       |
| 5. Apr.  | Healthy Ageing Tour, 1. b Etappe                                       | Niederlande            | 2.2    | Amy Pieters          |       |
| 6. Apr.  | Healthy Ageing Tour, 2. Etappe                                         | Niederlande            | 2.2    | Boels Dolmans        |       |
| 8. Apr.  | Healthy Ageing Tour, 4. Etappe                                         | Niederlande            | 2.2    | Chantal Blaak        |       |
| 16. Apr. | Amstel Gold Race                                                       | Niederlande            | 1.WWT  | Anna van der Breggen |       |
| 19. Apr. | La Flèche Wallonne                                                     | Belgien                | 1.WWT  | Anna van der Breggen |       |
| 23. Apr. | Liège–Bastogne–Liège Femmes                                            | Belgien                | 1.WWT  | Anna van der Breggen |       |
| 29. Apr. | Women's Tour de Yorkshire                                              | Vereinigtes Königreich | 1.1    | Lizzie Deignan       |       |
| 29. Apr. | Festival luxembourgeois du Cyclisme Féminin Elsy Jacobs, 1. Etappe     | Luxemburg              | 2.1    | Christine Majerus    |       |
| 30. Apr. | Festival luxembourgeois du Cyclisme Féminin Elsy Jacobs, Gesamtwertung | Luxemburg              | 2.1    | Christine Majerus    |       |
| 11. Mai  | Tour of California - women, 1. Etappe                                  | Vereinigte Staaten     | 2.WWT  | Megan Guarnier       |       |
| 14. Mai  | Tour of California - women, Gesamtwertung                              | Vereinigte Staaten     | 2.WWT  | Anna van der Breggen |       |
| 8. Jun.  | The Women’s Tour, 2. Etappe                                            | Vereinigtes Königreich | 2.WWT  | Amy Pieters          |       |
| 21. Jun. | Polnische Meisterschaften, Einzelzeitfahren der Frauen                 | Polen                  | CN     | Katarzyna Pawłowska  |       |
| 21. Jun. | Luxemburger Meisterschaften, Einzelzeitfahren der Frauen               | Luxemburg              | CN     | Christine Majerus    |       |
| 24. Jun. | Niederländische Meisterschaften, Straßenrennen der Frauen              | Niederlande            | CN     | Chantal Blaak        |       |
| 25. Jun. | Britische Meisterschaften, Straßenrennen der Frauen                    | Vereinigtes Königreich | CN     | Lizzie Deignan       |       |
| 25. Jun. | Luxemburger Meisterschaften, Straßenrennen der Frauen                  | Luxemburg              | CN     | Christine Majerus    |       |
| 27. Jun. | Canada National Road Cycling Championships - Women ITT                 | Kanada                 | CN     | Karol-Ann Canuel     |       |
| 30. Jun. | Giro d'Italia Women, 1. Etappe                                         | Italien                | 2.WWT  | Boels Dolmans        |       |
| 9. Jul.  | Giro d'Italia Women, 10. Etappe                                        | Italien                | 2.WWT  | Megan Guarnier       |       |
| 9. Jul.  | Giro d'Italia Women, Gesamtwertung                                     | Italien                | 2.WWT  | Anna van der Breggen |       |
| 11. Aug. | Vårgårda WestSweden TTT                                                | Schweden               | 1.WWT  | Boels Dolmans        |       |
| 20. Aug. | Tour of Scandinavia, 3. Etappe                                         | Norwegen               | 2.WWT  | Megan Guarnier       |       |
| 26. Aug. | Classic Lorient Agglomération                                          | Frankreich             | 1.WWT  | Lizzie Deignan       |       |
| 2. Sep.  | Simac Ladies Tour, 5. Etappe                                           | Niederlande            | 2.WWT  | Anna van der Breggen |       |
| 5. Sep.  | Tour Cycliste Féminin International de l’Ardèche, 1. Etappe            | Frankreich             | 2.2    | Katarzyna Pawłowska  |       |
| 6. Sep.  | Tour Cycliste Féminin International de l’Ardèche, 2. Etappe            | Frankreich             | 2.2    | Katarzyna Pawłowska  |       |
| 23. Sep. | UCI-Straßen-Weltmeisterschaften/Straßenrennen der Frauen               | Norwegen               | CM     | Chantal Blaak        |       |

## 2018
| Siege    | Siege                                                              | Siege                  | Siege  | Siege                | Siege |
| Datum    | Rennen                                                             | Staat                  | Klasse | Siegerin             |       |
| -------- | ------------------------------------------------------------------ | ---------------------- | ------ | -------------------- | ----- |
| 3. Mär.  | Strade Bianche                                                     | Italien                | 1.WWT  | Anna van der Breggen |       |
| 11. Mär. | Ronde van Drenthe                                                  | Niederlande            | 1.WWT  | Amy Pieters          |       |
| 1. Apr.  | Flandern-Rundfahrt                                                 | Belgien                | 1.WWT  | Anna van der Breggen |       |
| 4. Apr.  | Healthy Ageing Tour, 1. Etappe                                     | Niederlande            | 2.1    | Anna van der Breggen |       |
| 5. Apr.  | Healthy Ageing Tour, 2. Etappe                                     | Niederlande            | 2.1    | Amy Pieters          |       |
| 6. Apr.  | Healthy Ageing Tour, 3. b Etappe                                   | Niederlande            | 2.1    | Boels Dolmans        |       |
| 7. Apr.  | Healthy Ageing Tour, 4. Etappe                                     | Niederlande            | 2.1    | Chantal Blaak        |       |
| 8. Apr.  | Healthy Ageing Tour, Gesamtwertung                                 | Niederlande            | 2.1    | Amy Pieters          |       |
| 15. Apr. | Amstel Gold Race                                                   | Niederlande            | 1.WWT  | Chantal Blaak        |       |
| 18. Apr. | La Flèche Wallonne                                                 | Belgien                | 1.WWT  | Anna van der Breggen |       |
| 22. Apr. | Liège–Bastogne–Liège Femmes                                        | Belgien                | 1.WWT  | Anna van der Breggen |       |
| 28. Apr. | Festival luxembourgeois du Cyclisme Féminin Elsy Jacobs, 1. Etappe | Luxemburg              | 2.1    | Christine Majerus    |       |
| 4. Mai   | Women's Tour de Yorkshire, 2. Etappe                               | Vereinigtes Königreich | 2.1    | Megan Guarnier       |       |
| 4. Mai   | Women's Tour de Yorkshire, Gesamtwertung                           | Vereinigtes Königreich | 2.1    | Megan Guarnier       |       |
| 17. Mai  | Durango-Durango Emakumeen Saria                                    | Spanien                | 1.2    | Anna van der Breggen |       |
| 21. Mai  | Emakumeen Bira, 3. Etappe                                          | Spanien                | 2.WWT  | Amy Pieters          |       |
| 16. Jun. | The Women’s Tour, 4. Etappe                                        | Vereinigtes Königreich | 2.WWT  | Amalie Dideriksen    |       |
| 28. Jun. | Luxemburger Meisterschaften, Einzelzeitfahren der Frauen           | Luxemburg              | CN     | Christine Majerus    |       |
| 30. Jun. | Dänische Meisterschaften, Straßenrennen der Frauen                 | Dänemark               | CN     | Amalie Dideriksen    |       |
| 30. Jun. | Niederländische Meisterschaften, Straßenrennen der Frauen          | Niederlande            | CN     | Chantal Blaak        |       |
| 1. Jul.  | Luxemburger Meisterschaften, Straßenrennen der Frauen              | Luxemburg              | CN     | Christine Majerus    |       |
| 11. Aug. | Vårgårda WestSweden TTT                                            | Schweden               | 1.WWT  | Boels Dolmans        |       |
| 25. Aug. | Classic Lorient Agglomération                                      | Frankreich             | 1.WWT  | Amy Pieters          |       |
| 30. Aug. | Simac Ladies Tour, 3. Etappe                                       | Niederlande            | 2.WWT  | Amalie Dideriksen    |       |
| 31. Aug. | Simac Ladies Tour, 4. Etappe                                       | Niederlande            | 2.WWT  | Amalie Dideriksen    |       |
| 1. Sep.  | Simac Ladies Tour, 5. Etappe                                       | Niederlande            | 2.WWT  | Chantal Blaak        |       |
| 29. Sep. | UCI-Straßen-Weltmeisterschaften/Straßenrennen der Frauen           | Österreich             | CM     | Anna van der Breggen |       |